# بيز بيرنينا
بيز بيرنينا (بالإنجليزية: Piz Bernina)‏ هو أحد جبال سلسلة سلسلة بيرنينا ويقع في كانتون غراوبوندن في سويسرا. يحتل المرتبة رقم 20 في قائمة جبال سويسرا من حيث الارتفاع، إذ يبلغ ارتفاعه حوالي 4049 متر، بينما يبلغ ارتفاع نتوء الجبل 2234 متر، هذا وقد سجل أول وصول لقمة الجبل عام 1850.